# Mat (zuivel)

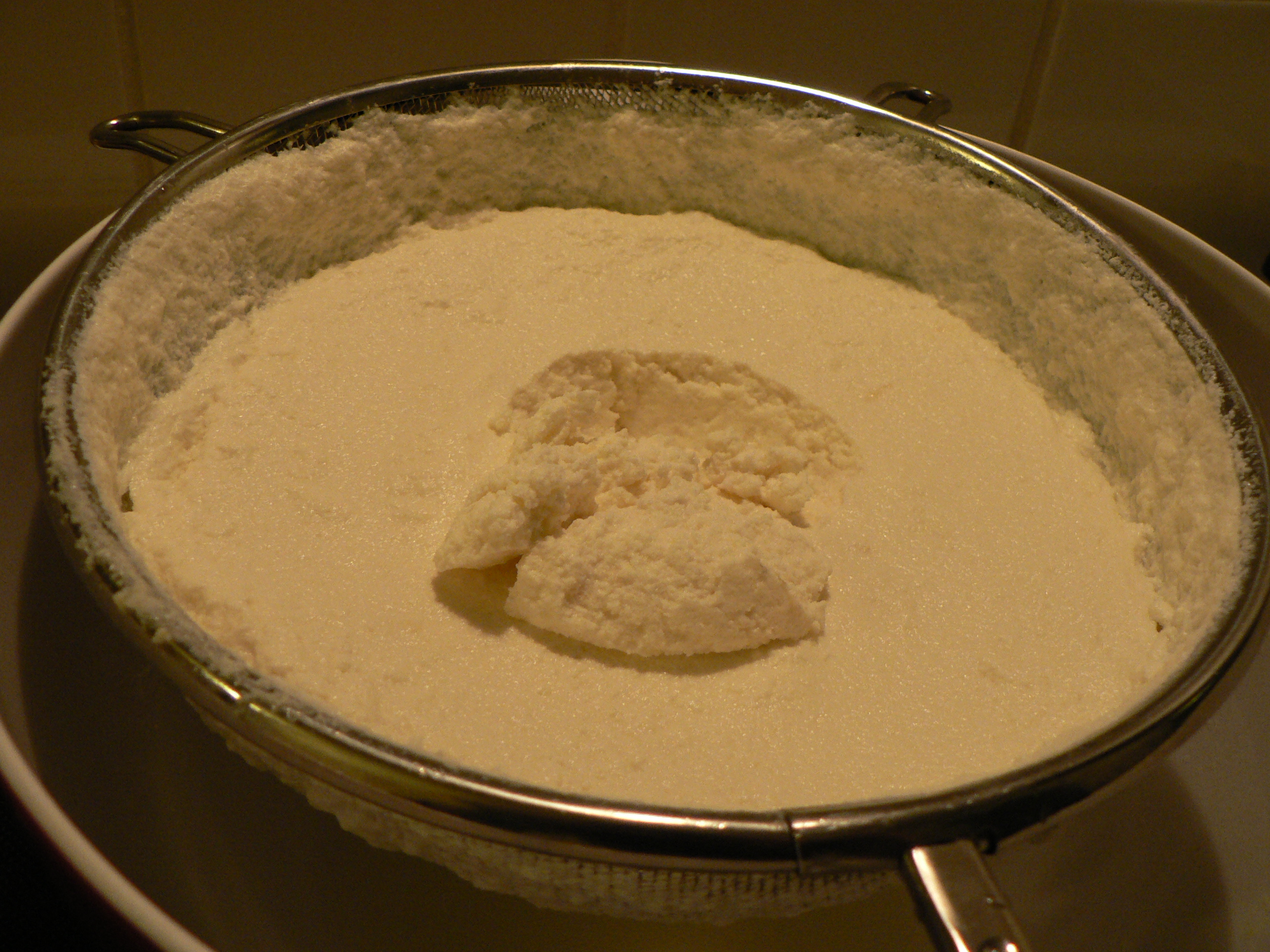
Matten voor mattentaart

Mat is in de buurt van Geraardsbergen wrongel die bereid werd op basis van 3 delen volle melk en 1 deel karnemelk. Na een kwartier samenklonteren, wordt het mengsel door een zeef gegoten. Na een nacht uitlekken in de koelkast kunnen de matten gebruikt worden om mattentaart te maken.